# Wehl
Wehl este o localitate în Țările de Jos, în comuna Doetinchem din provincia Gelderland.
Wehl aparținut de Ducatul Kleve până în 1808, când a fost alipită la Regatul Olandei. În acei ani, a aparținut de Zeddam. Wehl a devenit comună în 1813, când a fost dat înapoiată Prusiei, iar în 1816, a revenit la Țările de Jos. A rămas o comună de sine stătătoare până la reorganizarea teritorială din 1 ianuarie 2005, când Wehl a devenit parte a comunei vecine Doetinchem.
Fosta comună includea de asemenea satul Nieuw-Wehl, aflat la 3 km spre vest față de localitatea Wehl.